# Matúš Putnocký
Matúš Putnocký (* 1. November 1984 in Prešov) ist ein slowakischer Fußballspieler.

## Sportlicher Werdegang
Putnocký begann mit dem Fußballspielen beim BŠK Bardejov. Von dort wechselte er zum FC Steel Trans Ličartovce in die zweite Liga. Mehrfach verpasste er als Ersatztorhüter mit der Mannschaft nur knapp den Aufstieg in die Corgoň Liga. Um die Aufstiegschancen zu verbessern, lancierte der Klubbesitzer eine Fusion mit dem in finanziellen Schwierigkeiten steckenden 1. FC Košice, um das dort befindliche bessere Umfeld zu nutzen. Mit dem schließlich 2005 in MFK Košice umbenannten Klub stieg Putnocký 2006 in die Corgoň Liga auf und etablierte sich dort im Lauf der Zeit als Stammtorwart. 2009 erreichte er mit der Mannschaft das Pokalfinale, in dem durch Tore von Marko Milinković, Róbert Cicman und Ján Novák mit einem 3:1-Erfolg gegen Artmedia Petržalka der Titel geholt wurde.
Putnocký verließ dennoch im Sommer 2009 den Verein und schloss sich dem amtierenden Meister ŠK Slovan Bratislava an. Mit drei Punkten Rückstand auf MŠK Žilina verpasste er mit dem Klub die Titelverteidigung in der Meisterschaft, mit einem 6:0-Finalsieg gegen den FC Spartak Trnava holte er jedoch mit der Mannschaft um Michal Breznaník, Jakub Sylvestr, Karim Guédé und Kornel Saláta seinen zweiten Pokalsieg. Mit Slovan wurde Had jeweils dreimal slowakischer Meister und Pokalsieger. Putnocký war Slovans Stammtorhüter.
2015 wechselte Putnocký in die polnische Ekstraklasa, erst zu Ruch Chorzów und ab 2016 spielt er für Lech Posen. 2019 bis 2022 trug er das Trikot von Śląsk Wrocław. Seit 2022 läuft er für Sandecja Nowy Sącz in der 1. Liga auf.

## Erfolge
- Slowakischer Meister: 2009, 2011, 2013, 2014
- Slowakischer Pokalsieger: 2010, 2011, 2013